# Leaders of the Free World
| Оценки критиков      | Оценки критиков |
| Источник             | Оценка          |
| -------------------- | --------------- |
| AllMusic             | [ 1 ]           |
| The A.V. Club        | A−              |
| Entertainment Weekly | A−              |
| The Guardian         | [ 4 ]           |
| The Independent      | [ 5 ]           |
| MusicOMH             | (favourable)    |
| NME                  | [ 7 ]           |
| The Observer         | [ 8 ]           |
| Pitchfork Media      | (6.2/10)        |
| PopMatters           | [ 10 ]          |
| Stylus Magazine      | A−              |
| Yahoo! Music         | [ 12 ]          |

Leaders of the Free World (с англ. — «Лидеры свободного мира») — третий студийный альбом британской группы Elbow, выпущенный 12 сентября 2005 в Великобритании и 21 февраля 2006 в США на лейбле V2 records.

## Описание
Выпуск альбома в Великобритании предварял сингл «Forget Myself», вышедший 29 августа 2005. 7 ноября синглом была выпущена заглавная песня — «Leaders of the Free World». На обе песни были сняты видеоклипы.
По словам рецензента Allmusic МакКензи Уилсона, на первых двух альбомах Elbow были «угрюмыми», а на Leaders of the Free World проявились как «эмоциональная группа». По мнению автора, альбом по-настоящему «оживает», когда Elbow позволяют песням «вырасти во что-то великолепное» как в случае «Station Approach» и «Forget Myself». Мелодичные и мечтательные «The Stops» и «The Everthere» Уилсон счёл «классическими разбивателями сердец» («classic heartbreakers»).
Обозреватель The Guardian назвал главной привлекательностью альбома припевы. По мнению автора, на Leaders of the Free World сохранились «лучшие качества Elbow, такие как озлобленная романтика и красивые извилистые мелодии», и при этом были добавлены цепляющие рефрены.

## Список композиций
Слова и музыка всех песен — Elbow; все тексты Гая Гарви.
| №   | Название                    | Длительность |
| --- | --------------------------- | ------------ |
| 1.  | «Station Approach»          | 4:22         |
| 2.  | «Picky Bugger»              | 3:07         |
| 3.  | «Forget Myself»             | 5:22         |
| 4.  | «The Stops»                 | 5:03         |
| 5.  | «Leaders of the Free World» | 6:11         |
| 6.  | «An Imagined Affair»        | 4:43         |
| 7.  | «Mexican Standoff»          | 4:01         |
| 8.  | «The Everthere»             | 4:13         |
| 9.  | «My Very Best»              | 5:33         |
| 10. | «Great Expectations»        | 5:05         |
| 11. | «Puncture Repair»           | 1:48         |